# Grace Chelagat
Grace Chelagat (ur. ?) – kenijska lekkoatletka, specjalizująca się w skoku o tyczce.

## Osiągnięcia
- wielokrotna mistrzyni Kenii[1]

## Rekordy życiowe
- skok o tyczce - 2,40 (2001) były rekord Kenii[2]